# Rhabdothamnus solandri
Rhabdothamnus solandri är en tvåhjärtbladig växtart som beskrevs av Allan Cunningham. Rhabdothamnus solandri ingår i släktet Rhabdothamnus och familjen Gesneriaceae. Inga underarter finns listade i Catalogue of Life.

## Bildgalleri

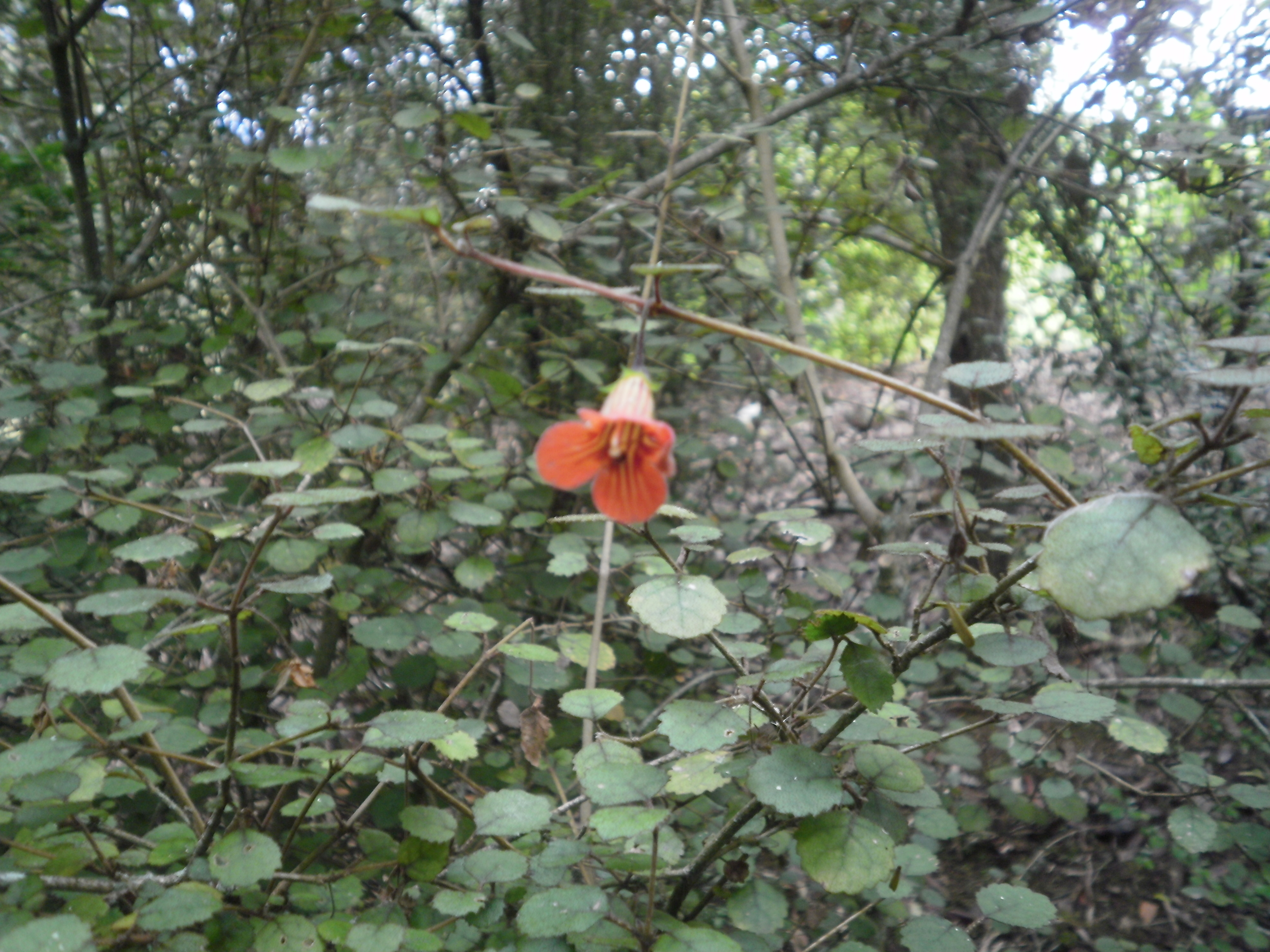